# Gare du pont de Flandre
Gare du pont de Flandre je zrušená železniční stanice v Paříži v 19. obvodu. Nádraží bylo v provozu v letech 1869–1934. Budova se nachází na adrese 1, avenue Corentin-Cariou.

## Lokace
Nádraží se nachází v 19. obvodu ve čtvrti Pont-de-Flandre.

## Historie
Nádraží bylo pro cestující otevřeno 26. dubna 1869. Tak jako celá linka bylo i nádraží uzavřeno pro osobní přepravu 23. července 1934. Nádražní budova byla posléze přestavěna na byty.

## Využití
V letech 2009–2011 v budově působil squat La Gare aux Gorilles. V roce 2014 se SNCF a pařížská radnice dohodly na společném projektu využití budovy ke kulturním účelům (jazzový klub, restaurace, koncertní sál). Podnik byl otevřen v roce 2017.
Studie, kterou v srpnu 2011 zveřejnil Atelier parisien d'urbanisme, zvažuje opětovné využití východního úseku tratě Petite Ceinture pro tramvajovou linkou T8. Gare Pont de Flandre by v takovém případě mohla sloužit i cestujícím.